# ریما رامین‌فر
ریما رامین‌فر (زادهٔ ۵ فروردین ۱۳۴۹) بازیگر اهل ایران است. او فارغ‌التحصیل کارشناسی ارشد در رشتهٔ کارگردانی تئاتر است. رامین‌فر کار در تئاتر را در سال ۱۳۷۶ با نمایش شب بخیر مادر آغاز کرد و در سال ۱۳۷۹ با بازی در نان، عشق و موتور ۱۰۰۰ (۱۳۸۰) پا به عرصهٔ سینما نهاد. رامین‌فر برای نقش‌آفرینی در یه حبه قند (۱۳۸۹) نامزد دریافت سیمرغ بلورین بهترین بازیگر نقش مکمل زن جشنواره فیلم فجر شد. وی در فیلم‌های ابد و یک روز (۱۳۹۴) و ملاقات خصوصی (۱۴۰۰) حضور داشته است.
در عرصهٔ تلویزیون، رامین‌فر ایفاگر نقش هما سعادت در مجموعهٔ پایتخت (۱۳۸۹–۱۴۰۴) است. در سال ۱۳۹۴ برای بازی در مجموعهٔ تلویزیونی پایتخت ۳ برندهٔ جایزه حافظ بهترین بازیگر زن کمدی شد. او نویسندهٔ چند مجموعهٔ تلویزیونی نیز بوده است.

## زندگی

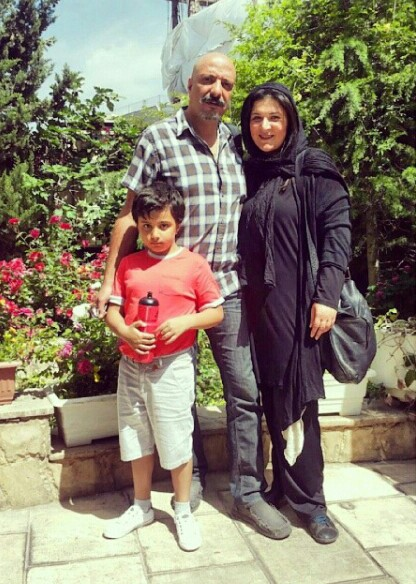
ریما رامین‌فر همراه با خانواده‌اش

ریما رامین‌فر در ۵ فروردین ۱۳۴۹ در تهران متولد شد. او همسر امیر جعفری است و یک پسر به نام آیین دارد.

## فعالیت هنری
ریما رامین‌فر در سال ۱۳۶۹ دیپلم گرفت و در رشتهٔ گرافیک توانست به دانشگاه راه بیابد و پس از یک‌سال تصمیم گرفت به آلمان برود و در آن‌جا به تحصیل خود بپردازد و پس از چند سال به ایران بازگشت و توانست در رشتهٔ هنر قبول شود و همزمان با ورود به دانشگاه به فعالیت خود در تئاتر پرداخت.
از سال ۱۳۷۱ در رشتهٔ تئاتر به تحصیل خود در دانشگاه ادامه داد.
نخستین کار حرفه‌ای او به عنوان بازیگر در عرصهٔ تئاتر، نمایش «شب بخیر مادر»، نوشتهٔ مارشا نورمن، با کارگردانی حامد محمدطاهر بود که در سال ۱۳۷۵ در تئاتر شهر به اجرا درآمد؛ نخستین نمایشنامه‌ای هم که نوشت، نمایشنامهٔ «پس تا فردا» بود که نمایش آن در جشنوارهٔ تئاتر فجر اجرا شد و جایزهٔ سوم نمایشنامه نویسی را گرفت. رامین‌فر، علاوه بر نوشتن نمایشنامه، به عنوان یکی از بازیگران این نمایش در صحنه حاضر شد.
پس از آن، رامین‌فر در تئاتر به فعالیت خود در زمینهٔ نمایشنامه‌نویسی، بازیگری و کارگردانی ادامه داد. «از زمستان ۶۶»، «رقص کاغذ پاره‌ها»، «پس تا فردا»، «دل سگ»، «یک دقیقه سکوت»، «همان همیشگی» و «زمزمهٔ مردگان» از جمله کارهای او در هنر تئاتر است.
وی در دانشگاه، در مقطع کارشناسی نمایش و همچنین کارشناسی ارشد کارگردانی، به فراگیری دانش در زمینهٔ بازیگری و کارگردانی پرداخت.
در سال ۱۳۸۰ در «یک دقیقه سکوت» بازی کرد و جایزهٔ دوم بازیگری جشنوارهٔ تئاتر فجر را گرفت و در نمایش «زمزمهٔ مردگان» هم جایزهٔ اول بازیگری جشنوارهٔ تئاتر فجر را کسب کرد.
وی در دههٔ ۱۳۸۰ فعالیت خود در تلویزیون ایران را با نویسندگی در سریال بدون شرح و بازیگری در مجموعهٔ من یک مستاجرم و نویسندگی مجموعهٔ کمربندها را ببندیم آغاز نمود.

### پایتخت

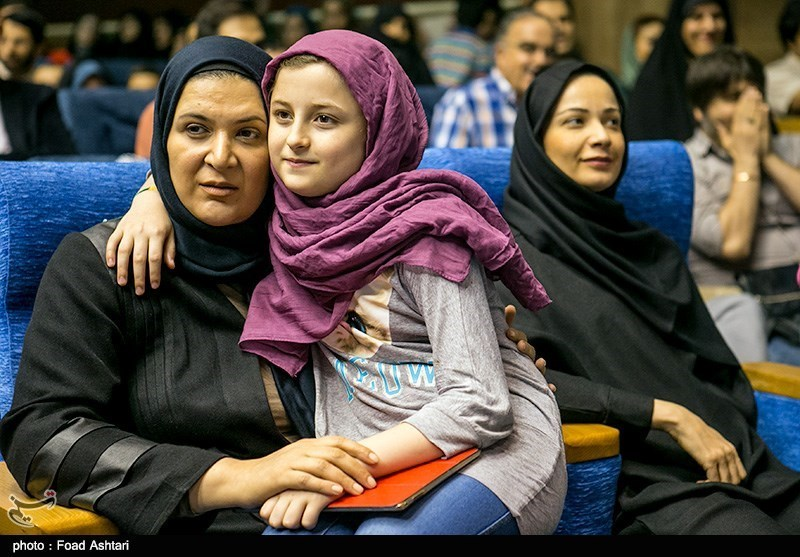
نسرین نصرتی، سارا فرقانی و ریما رامین‌فر در مراسم تقدیر از عوامل سریال پایتخت ۴، شهریور ۱۳۹۴

در سال ۱۳۹۰، رامین‌فر با بازی در نقش «هما سعادت» در مجموعهٔ پایتخت ۱ به فعالیت خود در تلویزیون ادامه داد و پس از آن، در همین نقش، در کنار محسن تنابنده، در فصل‌های دوم تا هفتم این مجموعهٔ پرمخاطب، به ایفای نقش پرداخت. نقش هما مورد تحسین واقع شد.

## دیدگاه‌ها
رامین‌فر و همسرش از جمله ۱۴۰ هنرمند ایرانی بودند که با امضاء طوماری در ۲۲ خرداد ۱۳۹۲، همراه با سایر اصلاح‌طلبان و اعتدال‌گرایان، ضمن قدردانی از انصراف عارف به نفع حسن روحانی، از نامزدی حسن روحانی در انتخابات ریاست جمهوری ۱۳۹۲ حمایت علنی کردند.

## فیلم‌شناسی

### فیلم سینمایی
| سال  | عنوان                 | نقش            | کارگردان                            |
| ---- | --------------------- | -------------- | ----------------------------------- |
| ۱۳۸۰ | نان، عشق و موتور ۱۰۰۰ | آویشن          | ابوالحسن داوودی                     |
| ۱۳۸۶ | رفیق بد               | فرح            | عباس احمدی مطلق                     |
| ۱۳۸۷ | شیرین                 | ریما رامین‌فر   | عباس کیارستمی                       |
| ۱۳۹۰ | یه حبه قند            | اعظم           | رضا میرکریمی                        |
| ۱۳۹۰ | قصه‌ها                 | خانم منشی زاده | رخشان بنی‌اعتماد                     |
| ۱۳۹۱ | سیزده                 | مهری           | هومن سیدی                           |
| ۱۳۹۳ | مرگ ماهی              | رعنا           | روح‌الله حجازی                       |
| ۱۳۹۴ | فصل نرگس              |                | نگار آذربایجانی                     |
| ۱۳۹۴ | زاپاس                 | زری            | برزو نیک‌نژاد                        |
| ۱۳۹۴ | ابد و یک روز          | شهناز          | سعید روستایی                        |
| ۱۳۹۵ | سوفی و دیوانه         | سارا (صدا)     | مهدی کرم‌پور                         |
| ۱۳۹۶ | چهل و هفت             |                | احمد اطراقچی، علیرضا عطاالله تبریزی |
| ۱۳۹۷ | زیر نظر               | مهشید (صدا)    | مجید صالحی                          |
| ۱۴۰۰ | ملاقات خصوصی          | فریبا          | امید شمس                            |
| ۱۴۰۱ | ویلای ساحلی           |                | کیانوش عیاری                        |
| ۱۴۰۲ | هتل                   | خانم توکلی     | مسعود اطیابی                        |

### مجموعه تلویزیونی
| سال       | عنوان         | نقش           | کارگردان       |
| --------- | ------------- | ------------- | -------------- |
| ۱۳۸۳      | من یک مستاجرم | نیره          | پریسا بخت‌آور   |
| ۱۳۹۰–۱۴۰۴ | پایتخت        | هما سعادت     | سیروس مقدم     |
| ۱۳۹۱      | چک برگشتی     | اکرم          | سیروس مقدم     |
| ۱۴۰۱      | مهمونی        | خودش          | ایرج طهماسب    |
| ۱۴۰۳      | جنگل آسفالت   | سیمین رشیدیان | پژمان تیمورتاش |

### فیلم تلویزیونی
| سال  | عنوان         | کارگردان    |
| ---- | ------------- | ----------- |
| ۱۳۹۰ | آخرین روز ماه | منوچهر هادی |
| ۱۳۹۲ | چند روز بیشتر | پریسا گرگین |

### تئاتر
- آن سوی آینه (علی سرابی، ۱۳۹۶٬۱۳۹۷)
- اینجا کجاست (شیوا مسعودی، ۱۳۹۲)
- رومولوس کبیر (نادر برهان مرند، ۱۳۸۸)
- غریبه‌ای در خانه (دل‌آرا نوشین، ۱۳۸۸)
- کابوس‌های پیرود بازنشسته خائن ترسو (نادر برهان مرند، ۱۳۸۷)
- شب بخیر مادر (محمد یعقوبی، ۱۳۷۶)
- مرگ دستفروش (نادر برهانی مرند، ۱۳۸۵)
- زمزمه مردگان (سیامک احصائی، ۱۳۸۱)
- می‌رم روزنامه بخرم (رحیم نوروزی، ۱۳۸۱)
- همان همیشگی (رامین‌فر، ۱۳۸۰)
- دل سگ (محمد یعقوبی، ۱۳۷۹)
- یک دقیقه سکوت (محمد یعقوبی، ۱۳۷۹)
- پس تا فردا (محمد یعقوبی، ۱۳۷۹)
- رقص کاغذ پاره‌ها (محمد یعقوبی، ۱۳۷۸)
- زمستان ۶۶ (محمد یعقوبی، ۱۳۷۷)
- شب بخیر مادر (محمد یعقوبی، ۱۳۷۶)
- ترن (حمیدرضا آذرنگ)

### نویسنده
- بدون شرح (۱۳۸۱)
- کمربندها را ببندیم (۱۳۸۳)
- چارخونه (۱۳۸۶)

## جوایز و نامزدی‌ها
| سال  | جشنواره                                           | بخش                            | اثر        | نتیجه    | جایزه         | منبع   |
| ---- | ------------------------------------------------- | ------------------------------ | ---------- | -------- | ------------- | ------ |
| ۱۳۸۹ | بیست و نهمین جشنواره فیلم فجر                     | بهترین بازیگر مکمل زن          | یه حبه قند | نامزدشده | سیمرغ بلورین  |        |
| ۱۳۸۹ | پانزدهمین جشن سینمای ایران                        | بهترین بازیگر مکمل زن          | یه حبه قند | نامزدشده | تندیس شایستگی |        |
| ۱۳۹۰ | پنجمین جشن انجمن منتقدان و نویسندگان سینمای ایران | بهترین بازیگر مکمل زن          | یه حبه قند | برنده    | تندیس جشنواره |        |
| ۱۳۹۴ | پانزدهمین دوره جشن حافظ                           | بهترین بازیگر زن کمدی تلویزیون | پایتخت ۳   | برنده    | تندیس حافظ    |        |
| ۱۳۹۷ | جشنواره نوروزی صداوسیما                           | بهترین بازیگر زن               | پایتخت     | برنده    | تندیس جشنواره | [ ۸ ]  |
| ۱۳۹۷ | هجدهمین دوره جشن حافظ                             | بهترین بازیگر زن کمدی تلویزیون | پایتخت ۵   | نامزدشده | تندیس حافظ    | [ ۹ ]  |
| ۱۳۹۹ | بیستمین دوره جشن حافظ                             | بهترین بازیگر زن کمدی تلویزیون | پایتخت ۶   | نامزدشده | تندیس حافظ    | [ ۱۰ ] |